# Love (televisieserie)
Love is een Amerikaanse romantische komedie-drama televisieserie bedacht door Judd Apatow, Lesley Arfin en Paul Rust. De hoofdrollen worden vertolkt door Rust, Gillian Jacobs, Mike Mitchell en Claudia O'Doherty. Netflix bestelde oorspronkelijk twee seizoenen. Het eerste seizoen van 10 afleveringen werd beschikbaar gesteld op 19 februari 2016, het tweede seizoen van 12 afleveringen ging in première op 10 maart 2017. Netflix verlengde de serie voor een derde seizoen een maand voor de première van het tweede seizoen. Op 15 december 2017 kondigde Netflix aan dat het derde seizoen het laatste zou zijn. Seizoen 3 ging in première op 9 maart 2018.

## Verhaal
De serie biedt een "nuchtere kijk op daten", waarbij mannelijke en vrouwelijke perspectieven op romantische relaties worden verkend via de personages Mickey Dobbs (Gillian Jacobs) en Gus Cruikshank (Paul Rust). Mickey en Gus zijn twee onbetrouwbare mensen, elk met aanzienlijke emotionele bagage, die proberen een vertrouwensrelatie met elkaar op te bouwen. Mickey is een alcoholiste, een liefdes-/seksverslaafde en iemand die de neiging heeft om oneerlijk te zijn tegenover zichzelf en anderen, terwijl Gus onhandig, emotioneel behoeftig en niet in staat is om sociale signalen te herkennen. Bovendien is hij vatbaar voor incidentele uitbarstingen als de dingen niet gaan zoals hij wil.

## Rolverdeling

### Hoofdrollen
- Gillian Jacobs - Mickey Dobbs
- Paul Rust - Gus Cruikshank
- Claudia O'Doherty - Bertie Bauer
- Chris Witaske - Chris Czajkowski (seizoen 3, bijrol in seizoen 1–2)
- Mike Mitchell - Randy Monahan

### Bijrollen
Familie van Gus en Mickey
- Kathy Baker - Vicki Cruikshank
- Ed Begley jr. - Mark Cruikshank
- Kyle Bornheimer - Ken Cruikshank
- Drew Tarver - Andrew Cruikshank
- Daniel Stern - Marty Dobbs

Collega's van Gus
- Iris Apatow - Arya Hopkins
- Tracie Thoms - Susan Cheryl
- Jordan Rock - Kevin
- Milana Vayntrub - Natalie
- Seth Morris - Evan
- Dawn Forrester - Denise Hopkins, Arya's moeder

Collega's van Mickey
- Brett Gelman - Greg Colter ("Dr. Greg")
- Bobby Lee - Truman

Vrienden van Mickey
- Kerri Kenney - Syd
- Kyle Kinane - Eric
- Chantal Claret - Shaun
- Andy Dick - zichzelf

Andere bijrollen
- John Ross Bowie - Rob
- Steve Bannos - Frank
- Dave Gruber Allen - Allan
- David Spade - Steven Hopkins
- Eddie Pepitone - Eddie
- Saxon Sharbino - Simone
- Dawn Forrester - Denise Hopkins
- Mark Oliver Everett - Brian
- Rich Sommer - Dustin
- Kirby Howell-Baptiste - Beth
- Esther Povitsky - Alexis
- Michael Cassady - Dean
- Lisa Darr - Diane
- Briga Heelan - Heidi McAuliffe
- Jason Dill - Len
- Alexandra Rushfield - Ali Rush
- Dave King - Wyatt Meyers
- Jake Elliott - Aidan
- Cristin McAlister - Britney
- Mike Hanford - Wade
- Neil Campbell - Kyle
- Armen Weitzman - Ruby
- Tim Kalpakis - Walt
- Kulap Vilaysack - Rebecca
- Jay Johnston - Pastor
- Liz Femi - Liz
- Horatio Sanz - Jeff
- Chris Redd - Justin
- Paula Pell - Erika
- Jongman Kim - Victor
- Randall Park - Tommy

### Gastrollen
- Carlos Acuña - Carlos
- Stephanie Allynne - Kelly
- Vanessa Bayer - Sarah, ex-verloofde van Gus
- Stephen Boss - Doobie
- Jesse Bradford - Carl
- Janicza Bravo - Lorna
- Danny Cole - William the Wonder
- John Early - Daniel
- Eric Edelstein - Devon Monahan
- Chase Ellison - Jacob
- Jessie Ennis - Stella
- John Ennis - Don
- Megan Ferguson - Natasha
- Rich Fulcher - Glen Michener
- Leslie Grossman - Liz
- Sandrine Holt - Jorie
- Hannah Leder - Lila
- Liz Lee - SLAA Member
- Joe Mande - Jeffrey
- Aparna Nancherla - Lauren
- Tipper Newton - Kali
- Graham Rogers - Mike
- Will Sasso - Ben
- Rory Scovel - Gator
- Jason Stuart - Dr. Powell
- Robin Tunney - Waverly
- Tyrus - Keith the Creamator
- Justin Willman - a magician
- Nancy Youngblut - Carol
- Charlyne Yi - Cori
- Catherine Waller - Emma

## Ontvangst
Love heeft positieve recensies ontvangen van critici, met name voor de cast.
Het eerste seizoen behaalde een score van 87% (46 recensies) op Rotten Tomatoes, met een gemiddelde beoordeling van 7,1/10. De consensus van de website luidt: "Judd Apatow's Love biedt een eerlijke blik op het opbouwen van een relatie, geholpen door zijn twee aantrekkelijke hoofdrolspelers." Op Metacritic kreeg het seizoen een score van 72% (27 recensies), wat duidt op "over het algemeen gunstige recensies".
Het tweede seizoen deed het nog beter met een score van 96% (27 recensies) op Rotten Tomatoes, met een gemiddelde beoordeling van 7,4/10. De consensus van de website luidt: "In het tweede seizoen bewandelt Love de balans tussen komedie en drama met meer zelfvertrouwen, en gaat dieper in op de innemende, frustrerende, heerlijk realistische relatie tussen Mickey en Gus." Op Metacritic kreeg het seizoen een score van 80% (6 recensies), wat duidt op "over het algemeen gunstige recensies".
Het derde seizoen werd ook goed ontvangen, met een score van 100% (11 recensies) op Rotten Tomatoes, met een gemiddelde beoording van 7,8/10. De consensus van de website luidt: "Love eindigt met een ontroerend laatste seizoen dat het werk onderzoekt dat nodig is om een relatie te laten slagen, waardoor het centrale paar het publiek, elkaar en uiteindelijk zichzelf kan verrassen." Dit seizoen scoorde 77% (5 recensies) op Metacritic, wat duidt op "over het algemeen gunstige recensies".